# Capannelle (zona di Roma)
Capannelle è la diciottesima zona di Roma nell'Agro romano, indicata con Z. XVIII.

## Geografia fisica

### Territorio
Si trova nell'area sud-est della città, a ridosso e internamente al Grande Raccordo Anulare, fra la via Tuscolana a nord-est e la via Appia Nuova a sud-ovest.
La zona confina:
- a nord-est con la zona Z. XV Torre Maura[1]
- a est con la zona Z. XIX Casal Morena[2]
- a sud-est con la zona Z. XX Aeroporto di Ciampino[3]
- a sud-ovest con la zona Z. XXI Torricola[4]
- a ovest con il quartiere Q. XXV Appio Claudio[5]

## Storia
Il toponimo "Capannelle" deriva da due capanne (casali) situate vicino alla via Appia, in un'area che un tempo era campagna romana fino ai Colli Albani e ai Castelli Romani.
Capannelle divenne sinonimo di corse dei cavalli, tuttora disputate nell'omonimo Ippodromo, dove si svolgono anche i concerti del Festival musicale Rock in Roma, che vede esibirsi cantanti italiani e internazionali. Il quartiere è noto anche per la presenza della caserma dei vigili del fuoco, ideata nel 1939 e inaugurata il 4 agosto 1941 con il nome di "Scuole Centrali Antincendi", dove da più di ottant’anni, vengono formati i pompieri di tutta Italia. Nella zona si trova anche la fonte di acqua minerale "Santa Maria alle Capannelle".

## Monumenti e luoghi d'interesse

### Architetture civili
- Osteria del Curato, su via Tuscolana. Casale del XVII secolo.
- Casale Tor di Mezzavia di Albano, su via Appia Nuova angolo GRA. Casale del XVII secolo. 41.814625°N 12.571407°E

### Architetture religiose

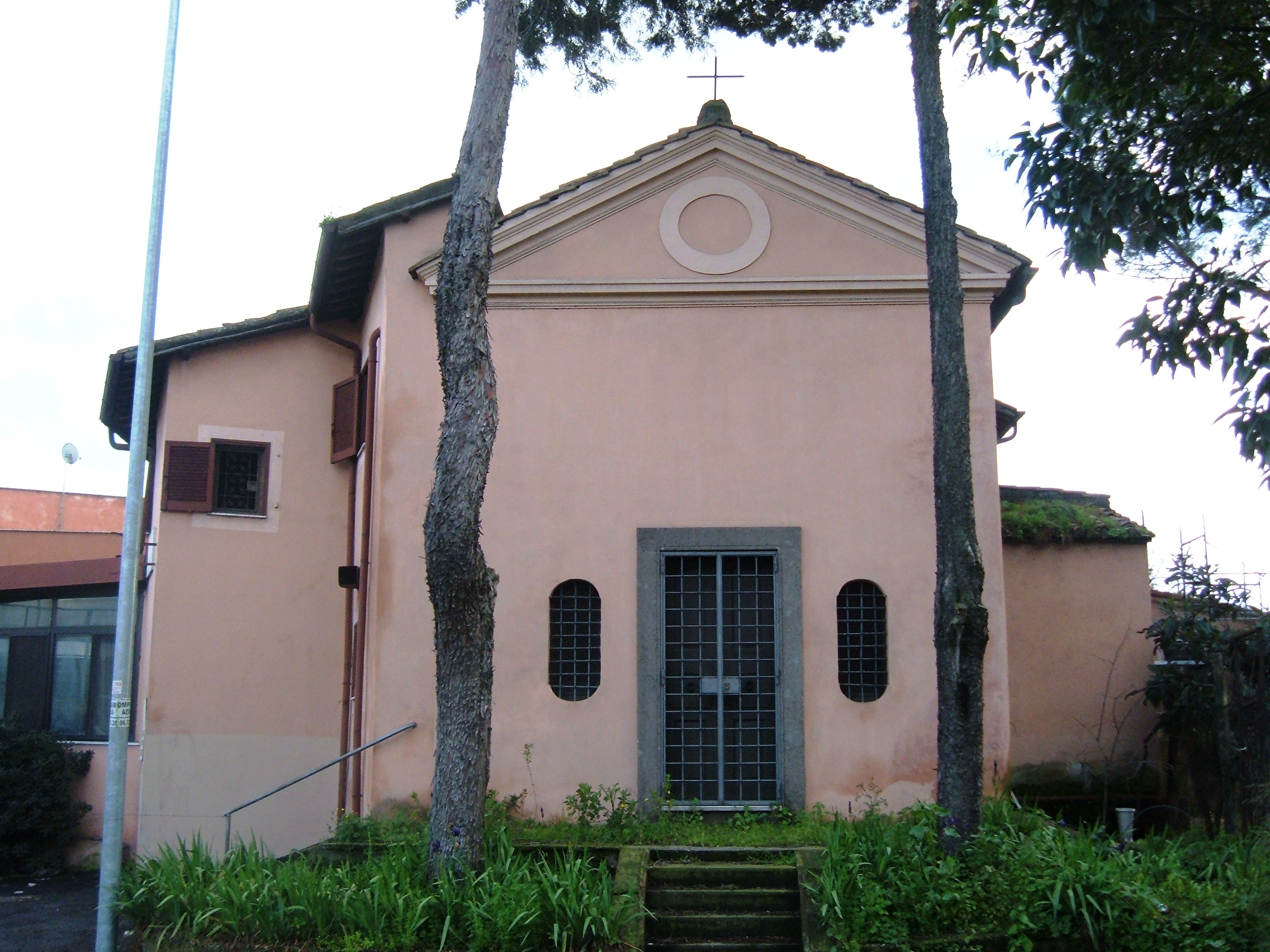
La chiesetta di san Giovanni Battista all'Osteria del Curato

- Chiesa di San Giovanni Battista all'Osteria del Curato, su via Tuscolana. Chiesa del XVII secolo. 41.843748°N 12.582126°E
- Chiesa di Santa Barbara a Capannelle, in largo Santa Barbara 41.829479°N 12.564977°E
- Madonna del Buon Consiglio al Casale Tor di Mezzavia di Albano, su via Appia Nuova angolo GRA. Cappella del XVII secolo. 41.814671°N 12.571038°E
- Chiesa di San Raimondo Nonnato, su via del Casale Ferranti. Chiesa del XX secolo. 41.83795°N 12.581579°E

Parrocchia eretta il 30 settembre 1964 con il decreto del cardinale vicario Clemente Micara "Paterna sollicitudine".

### Siti archeologici
- Area archeologica dell'antica via Castrimeniense, su via Campo Farnia. Area dell'età repubblicana. 41.830624°N 12.577521°E
- Villa di via Lucrezia Romana, su via Campo Farnia. Villa del I secolo a.C.[9] 41.828819°N 12.579145°E
- Villa dei Sette Bassi, su via di Capannelle. Villa monumentale a padiglioni del II secolo.[10]

## Cultura
- Museo Archeologico "Giuseppe Vitale", su via Lucrezia Romana. Museo del XX secolo. 41.83126°N 12.578979°E

## Geografia antropica

### Urbanistica
Nel territorio della zona Capannelle si estendono le zone urbanistiche 10E Lucrezia Romana e 10C Quarto Miglio.

### Frazioni
Del territorio di Capannelle fa parte la frazione di Osteria del Curato e dello Statuario.

## Infrastrutture e trasporti

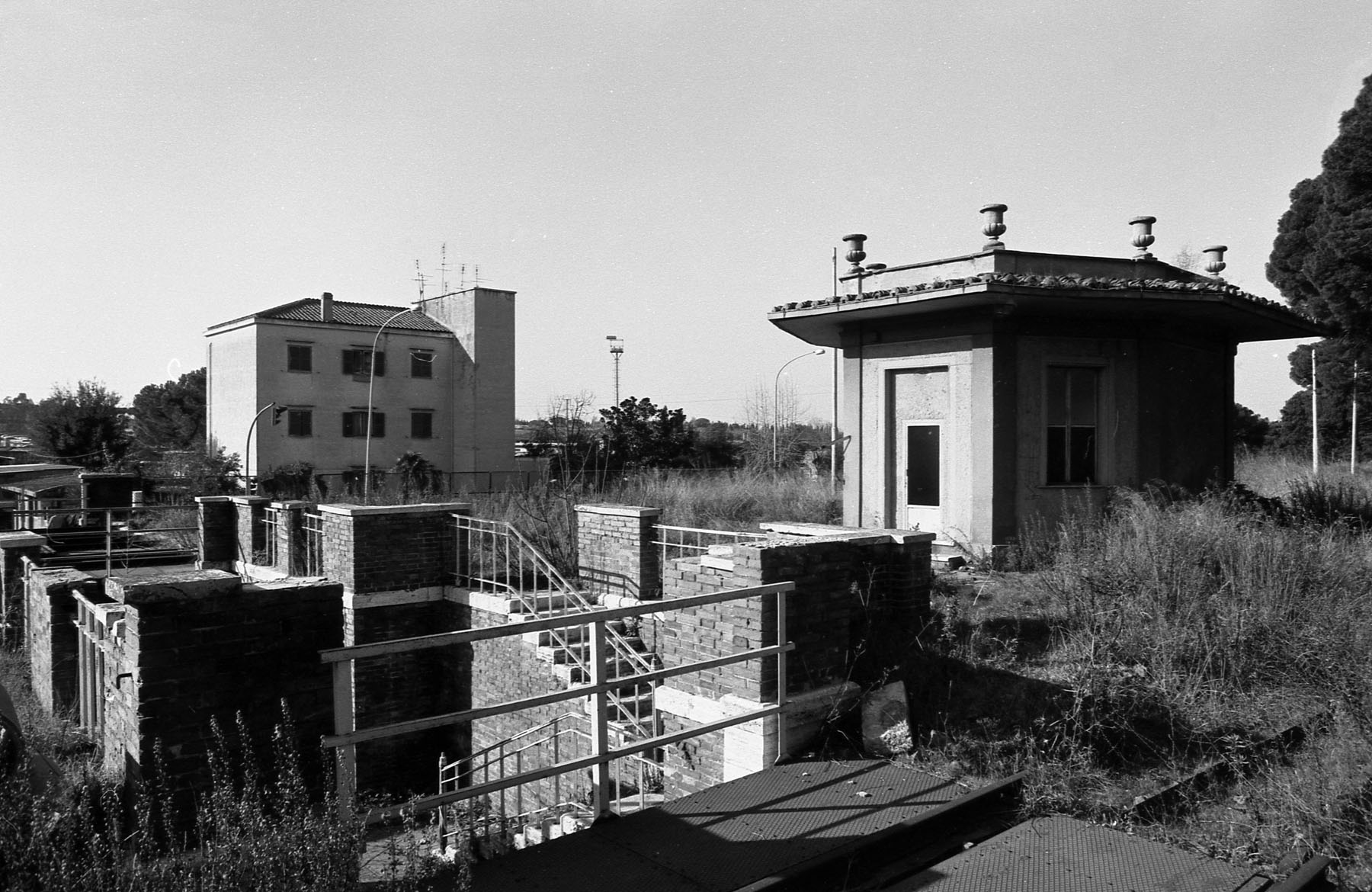
Il vecchio capolinea STEFER all'ippodromo Capannelle (1984)

La zona è servita dalla stazione di Capannelle, posto lungo la Roma-Cassino-Napoli e servita dalle relazioni regionali denominate FL4 e FL6 svolte da Trenitalia nell'ambito del contratto di servizio stipulato con la Regione Lazio.
Fino al 1978 le Capannelle sono state unite a via Giovanni Amendola, nei pressi della stazione Termini, da una linea tranviaria della STEFER, poi divenuta ACOTRAL. Questa linea era la tratta urbana della tranvia dei Castelli, soppressa nel percorso extraurbano oltre le Capannelle già nel 1965. I ruderi dell'edificio capolinea tranviario e delle scale di accesso, situati accanto all'ippodromo, sono rimasti a vista sino alla fine degli anni '80.

## Sport
La zona è rappresentata nello sport dal Capannelle Calcio, la cui prima squadra milita in Seconda Categoria e, nel cricket, dal Roma Capannelle Cricket Club.

### Impianti sportivi
- Ippodromo delle Capannelle, fra via di Capannelle e via Appia Nuova. Ippodromo del XIX-XX secolo.